# Јурика (Јута)
Јурика (енгл. Eureka) град је у америчкој савезној држави Јута.

## Демографија
По попису из 2010. године број становника је 669, што је 97 (-12,7%) становника мање него 2000. године.
| Група             | 2000.       | 2010.       |
| Белци             | 735 (96,0%) | 638 (95,4%) |
| Афроамериканци    | 0 (0,0%)    | 0 (0,0%)    |
| Азијати           | 1 (0,1%)    | 0 (0,0%)    |
| Хиспаноамериканци | 18 (2,3%)   | 26 (3,9%)   |
| Укупно            | 766         | 669         |